# Давидко Манов
Давидко Манов е български политик и обществен деец.

## Биография
Роден е през 1829 година в гр. Кюстендил. Завършва местното килийно училище, след което работи в Цариград. През 1872 г. става секретар в Кюстендилската митрополия.
След Освобождението работи като чиновник по митата. През 1880 г. е избран за съветник към общината, а от 26 октомври 1881 г. заема кметската длъжност, на която остава близо година и половина до 30 май 1883 г. Членува в Консервативната партия. Недостигът на средства в общината, липсата на опит и междупартийните борби не му позволяват да развие особена дейност.
По време на кметуването му са реализирани благоустройствени мероприятия: отваряне и разширяване на улици и площади според плана на града; отчуждаване на места в центъра на града за оформяне на главния градски площад и направа на няколко чешми.